# Barranca de Santa Clara
Barranca de Santa Clara är en ort i Mexiko.   Den ligger i kommunen Zacoalco de Torres och delstaten Jalisco, i den centrala delen av landet, 500 km väster om huvudstaden Mexico City. Barranca de Santa Clara ligger 1 486 meter över havet och antalet invånare är 957.
Terrängen runt Barranca de Santa Clara är kuperad åt sydväst, men åt nordost är den platt. Runt Barranca de Santa Clara är det ganska tätbefolkat, med 90 invånare per kvadratkilometer. Närmaste större samhälle är Zacoalco de Torres, 9,6 km öster om Barranca de Santa Clara. I omgivningarna runt Barranca de Santa Clara växer huvudsakligen savannskog.